# Julidochromis popelini
 Julidochromis popelini  (Synonym: Chalinochromis popelini) ist ein im ostafrikanischen Tanganjikasee endemisch vorkommender Buntbarsch. 

## Beschreibung
Julidochromis popelini erreicht eine Länge von 15 cm, ist beige gefärbt und zeigt auf den Körperseiten drei schwärzliche Streifen. Einer der Streifen verläuft entlang der Basis der Rückenflosse, ein anderer auf Höhe der oberen Seitenlinie und der unterste auf Höhe der unteren Seitenlinie. Im Unterschied zu Julidochromis brichardi, der eine abgerundete oder gestutzte Schwanzflosse hat, ist die Schwanzflosse von Julidochromis popelini eingebuchtet bzw. lyraförmig. In der Rückenflosse zählt man 22 bis 23 Hartstrahlen, in der Afterflosse sind es sieben. Ein Geschlechtsdimorphismus ist nicht vorhanden.
- Schuppenformel: 32 (mLR).
- Kiemenrechen: 4.[2]

## Lebensweise
Wie alle Arten der Gattung Julidochromis bewohnt Julidochromis popelini die Fels- und Geröllzone des Sees. Sie leben aber weniger versteckt, sind öfters zu sehen und entfernen sich bis zu 20 Meter vom Zentrum ihres Reviers. Julidochromis popelini ernährt sich von Wirbellosen, die er aus dem Aufwuchs der Felsen aufnimmt und legt seine Eier als Substratlaicher versteckt zwischen Steinen und Geröll. Die Fische sind nach Freilandbeobachtungen von Pierre Brichard monogam und bleiben über einen langen Zeitraum oder für ihr ganzes Leben zusammen.